# Nicolas Coustou
Nicolas Coustou Lió, 9 de gener de 1658 - París 1 de maig de 1733 fou un escultor francès, membre de l'Acadèmia Reial de Pintura i Escultura.

## Biografia
Fill d'un ebenista, va ser el seu pare qui en els seus primers anys el va iniciar a l'ofici. Als 18 anys es trasllada a París per estudiar sota la tutela d'Antoine Coysevox, germà de la seva mare, que presidia la recentment creada Acadèmia Reial de Pintura i Escultura. Als 23 anys va guanyar el premi Colbert (Premi de Roma), que li donava dret a quatre anys de formació a l'Acadèmia Francesa a Roma (de 1683 a 1686). Després d'això arribaria a assumir el càrrec de rector i canceller de l'Acadèmia de Pintura i Escultura.
Des de l'any 1700 va treballar als palaus de Marly i de Versalles al costat d'Antoine Coysevox.
Va treballar al costat del seu germà petit Guillaume Coustou, també escultor de renom i director de l'Acadèmia; a vegades no resulta fàcil discriminar l'autoria d'un treball concret entre un i un altre germà. El seu nebot Guillaume Coustou (fill), també va ser escultor.

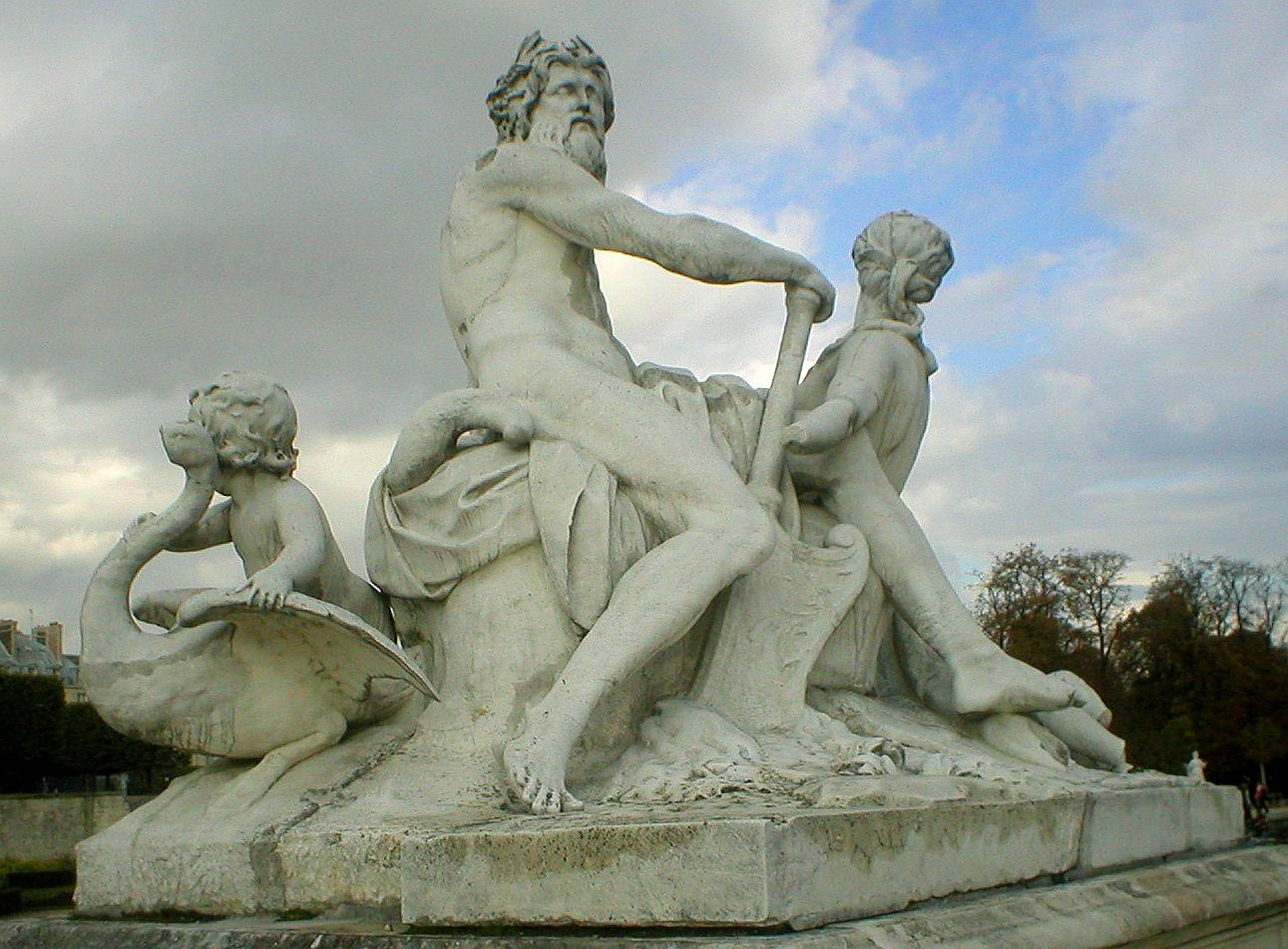
Els rius Sena i Marne, als Jardins de les Teuleries.

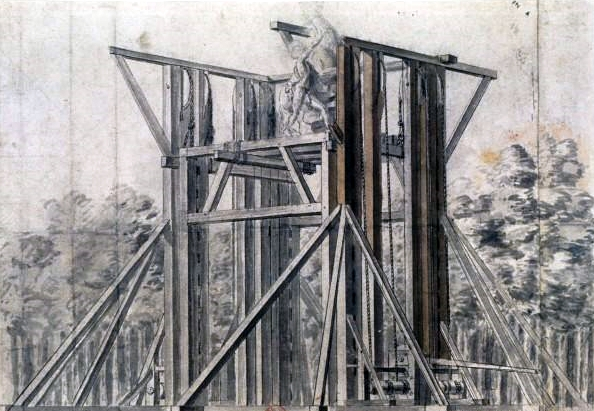
Instal·lació dels Cavalls de Marly als Camps Elisis. Dibuix de Coustou

Va ser excel·lent per la seva destresa. Va estar influenciat per Miguel Ángel i Algardi, i va tractar de combinar les millors característiques de tots dos. Bon nombre de les seves obres van ser destruïdes durant la Revolució Francesa; les més famoses d'elles són La Seine i la Marne (El Sena i el Marne), Le Berger chasseur (El pastor caçador), i Apollon poursuivant Daphné (Apol·lo perseguint Dafne, part d'un conjunt escultòric en el que el seu germà Guillaume havia esculpit Dafne perseguida per Apol·lo), obres totes elles situades als Jardins de les Teuleries, el baix relleu Le Passage du Rhin (El passatge del Rin) al Louvre, les estàtues de Juli Cèsar i Lluís XV de França al Museu del Louvre, i la Descente de croix (Davallament de la creu) darrere de l'altar del cor de la catedral de Notre-Dame de París.
Un dels seus retrats va ser pintat el 1725 per Jean Le Gros (1671-1745), alumne de Hyacinthe Rigaud. L'escultor està posant les mans sobre el cap d'una al·legoria de la Saona que va fer per adornar el pedestal del monument a Lluís XIV a Lió, a la plaça Bellecour.

## Obres

### París

#### Museu del Louvre
- Juli Cèsar, escultura encarregada el 1696 per als jardins del Palau de Versalles, per fer parella amb l'Aníbal de Sébastien Slodtz.
- Sena i Marne, cap a 1712
- Caçador descansant.
- Lluís XV de França com Júpiter.
- Apol·lo perseguint Dafne (que fa parella amb la Dafne perseguida per Apol·lo, de Guillaume Coustou).
- Lluís de França, conegut com el Gran Delfí (Fontainebleau, 1661 - Meudon, 1711), (1707), medalló, oval en marbre, procedent de Versalles.

#### Jardins de les Teuleries
- Sena i Marne

#### Notre-Dame
- Davallament de la creu, darrere de l'altar del cor de la catedral Notre-Dame de París.

### Altres obres
- Estudi acadèmic d'una talla en pedra, dibuix, Pithiviers; Museu d'Art i Història
- Dibuix de la instal·lació dels Cavalls de Marly.

## Galeria fotogràfica

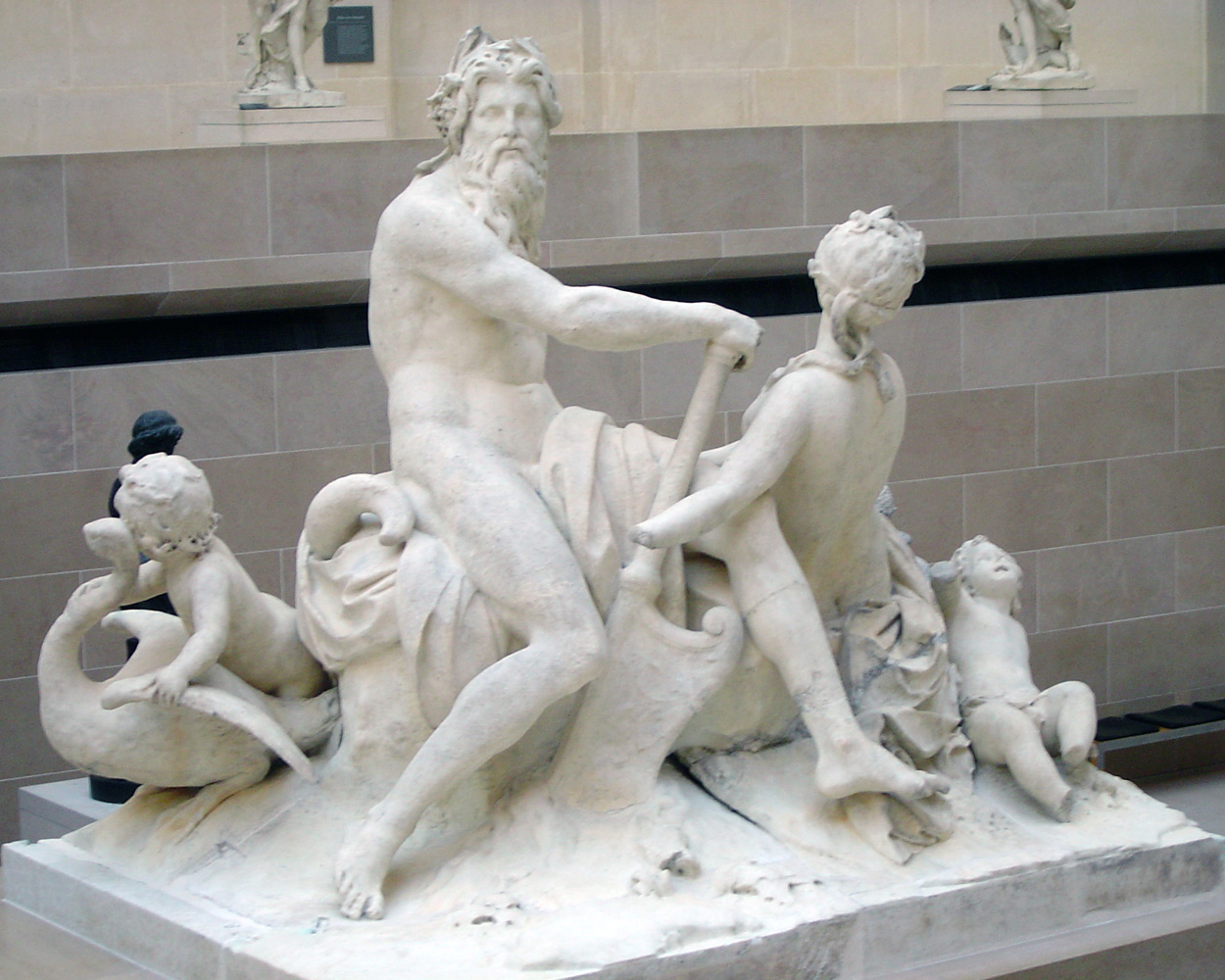
El Sena
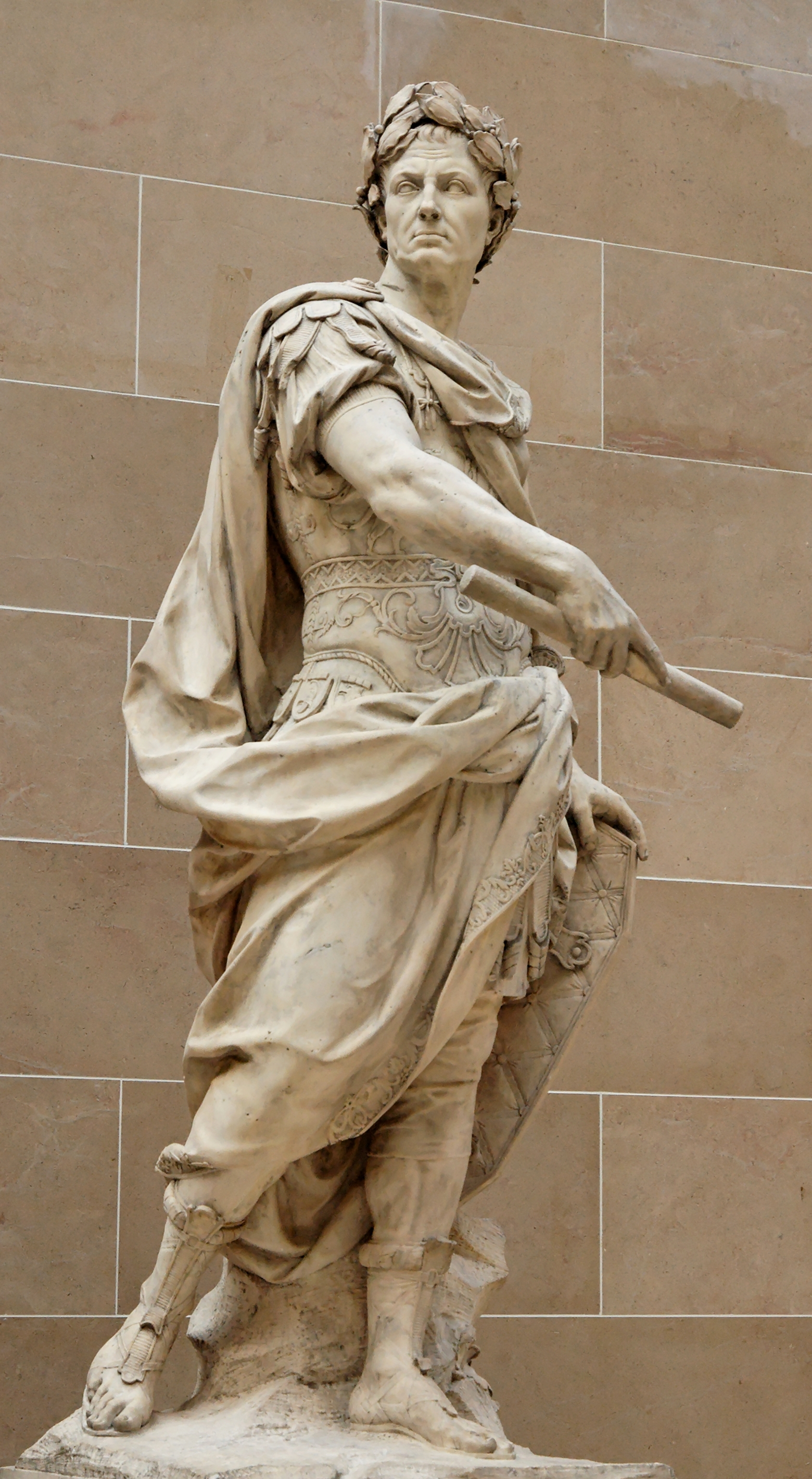
Juli Cèsar, al Louvre
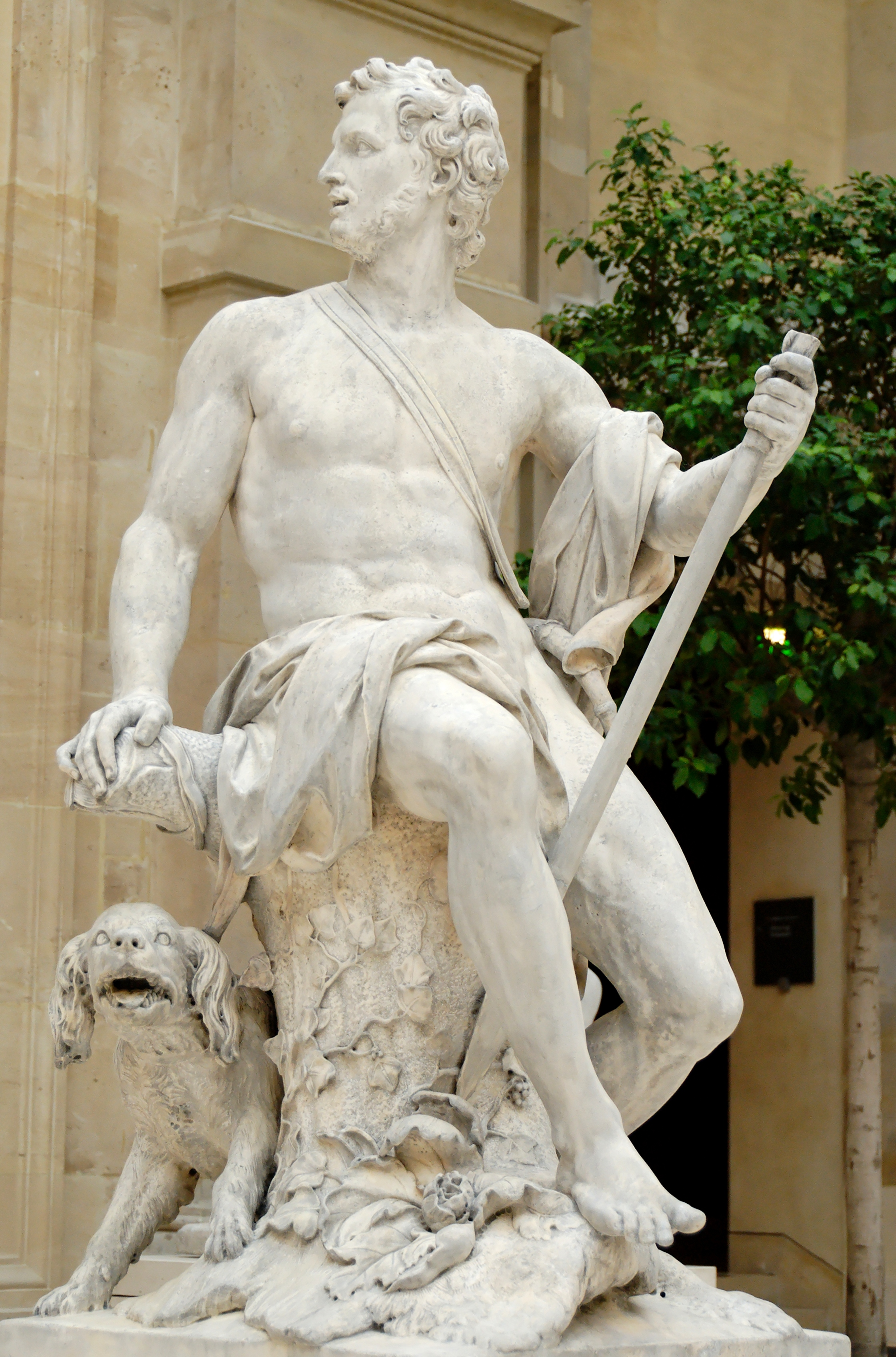
Caçador descansant, al Louvre
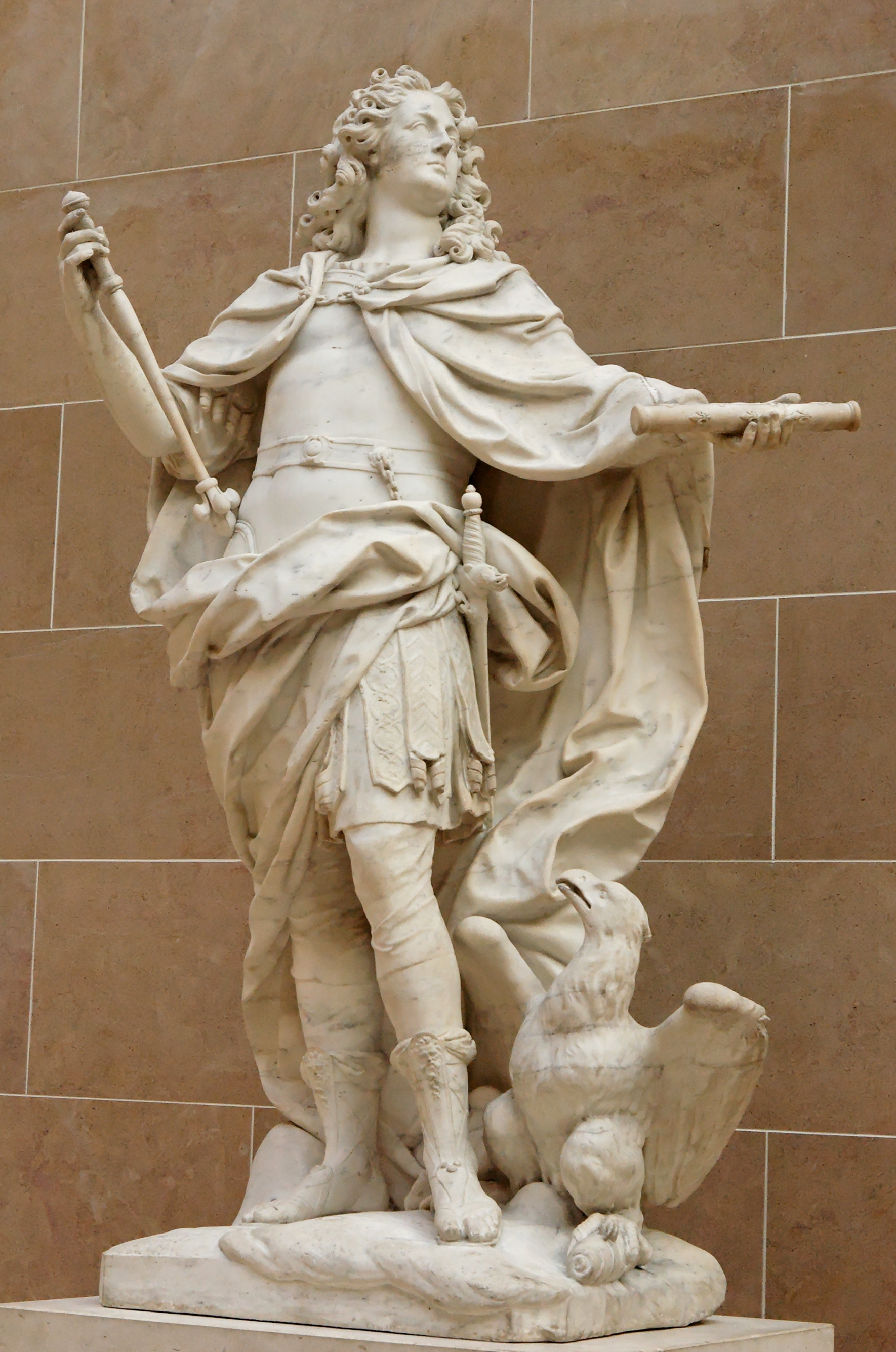
Lluís XV
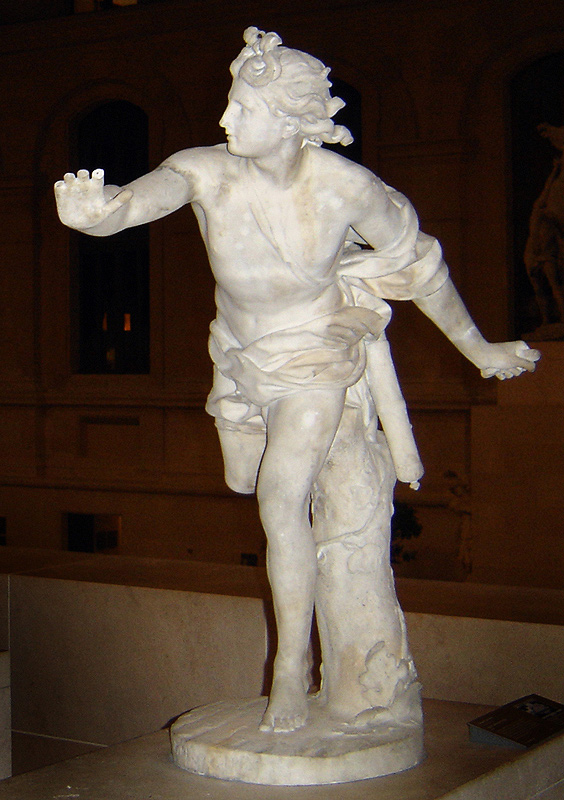
Apol·lo perseguint Dafne, al Louvre